# Động đất Fukui 1948
Động đất Fukui 1948 (福井地震 Fukui jishin) là trận động đất xảy ra vào lúc 16:13:31 (JST), ngày 28 tháng 6 năm 1948. Trận động đất có cường độ 6.8 hoặc 7.1 richter, tâm chấn độ sâu khoảng 10 km. Hậu quả trận động đất đã làm 3.769 người chết, 22.203 người bị thương.